# Paris-Nice 2024
Paris-Nice 2024 var den 82. udgave af det franske etapeløb Paris-Nice. Cykelløbets otte etaper blev kørt over 1.150,5 km fra 3. til 10. marts 2024 med start i Les Mureaux og mål i Nice. Løbet var sjette arrangement på UCI World Tour 2024, og begyndte dagen før Tirreno-Adriatico.
Amerikanske Matteo Jorgenson fra Team Visma  |  Lease a Bike vandt løbet samlet, uden at vinde en etape. Den danske mester Mattias Skjelmose vandt 6. etape og blev nummer fire i det samlede klassement.

## Etaperne
| Etape    | Dato     | Start – Mål                          | type              | Afstand (km) | Elevation (m) | Etapevinder       | Førende rytter   |
| -------- | -------- | ------------------------------------ | ----------------- | ------------ | ------------- | ----------------- | ---------------- |
| 1. etape | 3. mar.  | Les Mureaux – Les Mureaux            | kuperet etape     | 157,7        | 1.671 m       | Olav Kooij        | Olav Kooij       |
| 2. etape | 4. mar.  | Thoiry – Montargis                   | flad etape        | 177,6        | 1.070 m       | Arvid de Kleijn   | Laurence Pithie  |
| 3. etape | 5. mar.  | Auxerre – Auxerre                    | holdtidskørsel    | 26,9         | 412 m         | UAE Team Emirates | Brandon McNulty  |
| 4. etape | 6. mar.  | Chalon-sur-Saône – Mont Brouilly     | bjergetape        | 183          | 3.341 m       | Santiago Buitrago | Luke Plapp       |
| 5. etape | 7. mar.  | Saint-Sauveur-de-Montagut – Sisteron | middel bjergetape | 193,5        | 2.274 m       | Olav Kooij        | Luke Plapp       |
| 6. etape | 8. mar.  | Sisteron – La Colle-sur-Loup         | middel bjergetape | 198,2        | 2.866 m       | Mattias Skjelmose | Brandon McNulty  |
| 7. etape | 9. mar.  | Nice – Madone d'Utelle               | bjergetape        | 104          | 2.342 m       | Aleksandr Vlasov  | Brandon McNulty  |
| 8. etape | 10. mar. | Nice – Nice                          | middel bjergetape | 109,3        | 2.296 m       | Remco Evenepoel   | Matteo Jorgenson |

### 1. etape
| Les Mureaux - Les Mureaux | kuperet etape | (157,7 km) |

| \| Etaperesultat \| Etaperesultat \| Etaperesultat \| Etaperesultat \| Etaperesultat \| \| Rytter \| Rytter \| Hold \| Tid \| \| \| ------------- \| ----------------- \| -------------------------- \| ------------- \| ------------- \| \| 1. \| Olav Kooij \| Team Visma \\| Lease a Bike \| 3t 36' 28" \| \| \| 2. \| Mads Pedersen \| Lidl-Trek \| + 0" \| \| \| 3. \| Laurence Pithie \| Groupama-FDJ \| + 0" \| \| \| 4. \| Nils Eekhoff \| Team dsm-firmenich PostNL \| + 0" \| \| \| 5. \| Madis Mihkels \| Intermarché-Wanty \| + 0" \| \| \| 6. \| Michael Matthews \| Team Jayco AlUla \| + 0" \| \| \| 7. \| Matteo Trentin \| Tudor Pro Cycling Team \| + 0" \| \| \| 8. \| Mattias Skjelmose \| Lidl-Trek \| + 0" \| \| \| 9. \| Sandy Dujardin \| TotalEnergies \| + 0" \| \| \| 10. \| Kaden Groves \| Alpecin-Deceuninck \| + 0" \| \| |                   |                            |            |
| |                   |                            |            |
| Kilde: ProCyclingStats |                   |                            |            |
| Etaperesultat |                   |                            |            |
| Rytter | Rytter            | Hold                       | Tid        |
| 1. | Olav Kooij        | Team Visma \| Lease a Bike | 3t 36' 28" |
| 2. | Mads Pedersen     | Lidl-Trek                  | + 0"       |
| 3. | Laurence Pithie   | Groupama-FDJ               | + 0"       |
| 4. | Nils Eekhoff      | Team dsm-firmenich PostNL  | + 0"       |
| 5. | Madis Mihkels     | Intermarché-Wanty          | + 0"       |
| 6. | Michael Matthews  | Team Jayco AlUla           | + 0"       |
| 7. | Matteo Trentin    | Tudor Pro Cycling Team     | + 0"       |
| 8. | Mattias Skjelmose | Lidl-Trek                  | + 0"       |
| 9. | Sandy Dujardin    | TotalEnergies              | + 0"       |
| 10. | Kaden Groves      | Alpecin-Deceuninck         | + 0"       |

| \| Samlede stilling \| Samlede stilling \| Samlede stilling \| Samlede stilling \| Samlede stilling \| \| Rytter \| Rytter \| Hold \| Tid \| \| \| ---------------- \| ---------------- \| -------------------------- \| ---------------- \| ---------------- \| \| 1. \| Olav Kooij \| Team Visma \\| Lease a Bike \| 3t 36' 18" \| \| \| 2. \| Mads Pedersen \| Lidl-Trek \| + 4" \| \| \| 3. \| Matteo Jorgenson \| Team Visma \\| Lease a Bike \| + 4" \| \| \| 4. \| Laurence Pithie \| Groupama-FDJ \| + 6" \| \| \| 5. \| Remco Evenepoel \| Soudal Quick-Step \| + 6" \| \| \| 6. \| Egan Bernal \| Ineos Grenadiers \| + 8" \| \| \| 7. \| Nils Eekhoff \| Team dsm-firmenich PostNL \| + 10" \| \| \| 8. \| Madis Mihkels \| Intermarché-Wanty \| + 10" \| \| \| 9. \| Michael Matthews \| Team Jayco AlUla \| + 10" \| \| \| 10. \| Matteo Trentin \| Tudor Pro Cycling Team \| + 10" \| \| |                  |                            |            |
| |                  |                            |            |
| Kilde: ProCyclingStats |                  |                            |            |
| Samlede stilling |                  |                            |            |
| Rytter | Rytter           | Hold                       | Tid        |
| 1. | Olav Kooij       | Team Visma \| Lease a Bike | 3t 36' 18" |
| 2. | Mads Pedersen    | Lidl-Trek                  | + 4"       |
| 3. | Matteo Jorgenson | Team Visma \| Lease a Bike | + 4"       |
| 4. | Laurence Pithie  | Groupama-FDJ               | + 6"       |
| 5. | Remco Evenepoel  | Soudal Quick-Step          | + 6"       |
| 6. | Egan Bernal      | Ineos Grenadiers           | + 8"       |
| 7. | Nils Eekhoff     | Team dsm-firmenich PostNL  | + 10"      |
| 8. | Madis Mihkels    | Intermarché-Wanty          | + 10"      |
| 9. | Michael Matthews | Team Jayco AlUla           | + 10"      |
| 10. | Matteo Trentin   | Tudor Pro Cycling Team     | + 10"      |

### 2. etape
| Thoiry - Montargis | flad etape | (177,6 km) |

| \| Etaperesultat \| Etaperesultat \| Etaperesultat \| Etaperesultat \| Etaperesultat \| \| Rytter \| Rytter \| Hold \| Tid \| \| \| ------------- \| ----------------- \| -------------------------- \| ------------- \| ------------- \| \| 1. \| Arvid de Kleijn \| Tudor Pro Cycling Team \| 4t 41' 14" \| \| \| 2. \| Laurence Pithie \| Groupama-FDJ \| + 0" \| \| \| 3. \| Dylan Groenewegen \| Team Jayco AlUla \| + 0" \| \| \| 4. \| Danny van Poppel \| Bora-Hansgrohe \| + 0" \| \| \| 5. \| Gerben Thijssen \| Intermarché-Wanty \| + 0" \| \| \| 6. \| Sam Bennett \| Decathlon-AG2R La Mondiale \| + 0" \| \| \| 7. \| Dries Van Gestel \| TotalEnergies \| + 0" \| \| \| 8. \| Mads Pedersen \| Lidl-Trek \| + 0" \| \| \| 9. \| Pascal Ackermann \| Israel-Premier Tech \| + 0" \| \| \| 10. \| Matteo Sobrero \| Bora-Hansgrohe \| + 0" \| \| |                   |                            |            |
| |                   |                            |            |
| Kilde: ProCyclingStats |                   |                            |            |
| Etaperesultat |                   |                            |            |
| Rytter | Rytter            | Hold                       | Tid        |
| 1. | Arvid de Kleijn   | Tudor Pro Cycling Team     | 4t 41' 14" |
| 2. | Laurence Pithie   | Groupama-FDJ               | + 0"       |
| 3. | Dylan Groenewegen | Team Jayco AlUla           | + 0"       |
| 4. | Danny van Poppel  | Bora-Hansgrohe             | + 0"       |
| 5. | Gerben Thijssen   | Intermarché-Wanty          | + 0"       |
| 6. | Sam Bennett       | Decathlon-AG2R La Mondiale | + 0"       |
| 7. | Dries Van Gestel  | TotalEnergies              | + 0"       |
| 8. | Mads Pedersen     | Lidl-Trek                  | + 0"       |
| 9. | Pascal Ackermann  | Israel-Premier Tech        | + 0"       |
| 10. | Matteo Sobrero    | Bora-Hansgrohe             | + 0"       |

| \| Samlede stilling \| Samlede stilling \| Samlede stilling \| Samlede stilling \| Samlede stilling \| \| Rytter \| Rytter \| Hold \| Tid \| \| \| ---------------- \| ----------------- \| -------------------------- \| ---------------- \| ---------------- \| \| 1. \| Laurence Pithie \| Groupama-FDJ \| 8t 17' 20" \| \| \| 2. \| Mads Pedersen \| Lidl-Trek \| + 0" \| \| \| 3. \| Olav Kooij \| Team Visma \\| Lease a Bike \| + 0" \| \| \| 4. \| Matteo Jorgenson \| Team Visma \\| Lease a Bike \| + 4" \| \| \| 5. \| Remco Evenepoel \| Soudal Quick-Step \| + 6" \| \| \| 6. \| Egan Bernal \| Ineos Grenadiers \| + 8" \| \| \| 7. \| Mattias Skjelmose \| Lidl-Trek \| + 8" \| \| \| 8. \| Kaden Groves \| Alpecin-Deceuninck \| + 10" \| \| \| 9. \| Sam Bennett \| Decathlon-AG2R La Mondiale \| + 10" \| \| \| 10. \| Jon Barrenetxea \| Movistar Team \| + 10" \| \| |                   |                            |            |
| |                   |                            |            |
| Kilde: ProCyclingStats |                   |                            |            |
| Samlede stilling |                   |                            |            |
| Rytter | Rytter            | Hold                       | Tid        |
| 1. | Laurence Pithie   | Groupama-FDJ               | 8t 17' 20" |
| 2. | Mads Pedersen     | Lidl-Trek                  | + 0"       |
| 3. | Olav Kooij        | Team Visma \| Lease a Bike | + 0"       |
| 4. | Matteo Jorgenson  | Team Visma \| Lease a Bike | + 4"       |
| 5. | Remco Evenepoel   | Soudal Quick-Step          | + 6"       |
| 6. | Egan Bernal       | Ineos Grenadiers           | + 8"       |
| 7. | Mattias Skjelmose | Lidl-Trek                  | + 8"       |
| 8. | Kaden Groves      | Alpecin-Deceuninck         | + 10"      |
| 9. | Sam Bennett       | Decathlon-AG2R La Mondiale | + 10"      |
| 10. | Jon Barrenetxea   | Movistar Team              | + 10"      |

### 3. etape
| Auxerre - Auxerre | holdtidskørsel | (26,9 km) |

| \| Etaperesultat \| Etaperesultat \| Etaperesultat \| Etaperesultat \| Etaperesultat \| Etaperesultat \| \| Hold \| Hold \| Tid \| Tidsforskel \| Gns. fart \| \| \| ------------- \| -------------------------- \| ------------- \| ------------- \| ------------- \| ------------- \| \| 1. \| UAE Team Emirates \| 31' 23" \| \| 51.429 km/t \| \| \| 2. \| Team Jayco AlUla \| 31' 38" \| + 15" \| 51.022 km/t \| \| \| 3. \| EF Education-EasyPost \| 31' 43" \| + 20" \| 50.888 km/t \| \| \| 4. \| Soudal Quick-Step \| 31' 45" \| + 22" \| 50.835 km/t \| \| \| 5. \| Ineos Grenadiers \| 31' 45" \| + 22" \| 50.835 km/t \| \| \| 6. \| Team Visma \\| Lease a Bike \| 32' 01" \| + 38" \| 50.411 km/t \| \| \| 7. \| Astana Qazaqstan Team \| 32' 02" \| + 39" \| 50.385 km/t \| \| \| 8. \| Decathlon-AG2R La Mondiale \| 32' 02" \| + 39" \| 50.385 km/t \| \| \| 9. \| Cofidis \| 32' 02" \| + 39" \| 50.385 km/t \| \| \| 10. \| Bahrain Victorious \| 32' 05" \| + 42" \| 50.306 km/t \| \| |                            |         |             |             |
| |                            |         |             |             |
| Kilde: ProCyclingStats |                            |         |             |             |
| Etaperesultat |                            |         |             |             |
| Hold | Hold                       | Tid     | Tidsforskel | Gns. fart   |
| 1. | UAE Team Emirates          | 31' 23" |             | 51.429 km/t |
| 2. | Team Jayco AlUla           | 31' 38" | + 15"       | 51.022 km/t |
| 3. | EF Education-EasyPost      | 31' 43" | + 20"       | 50.888 km/t |
| 4. | Soudal Quick-Step          | 31' 45" | + 22"       | 50.835 km/t |
| 5. | Ineos Grenadiers           | 31' 45" | + 22"       | 50.835 km/t |
| 6. | Team Visma \| Lease a Bike | 32' 01" | + 38"       | 50.411 km/t |
| 7. | Astana Qazaqstan Team      | 32' 02" | + 39"       | 50.385 km/t |
| 8. | Decathlon-AG2R La Mondiale | 32' 02" | + 39"       | 50.385 km/t |
| 9. | Cofidis                    | 32' 02" | + 39"       | 50.385 km/t |
| 10. | Bahrain Victorious         | 32' 05" | + 42"       | 50.306 km/t |

| \| Samlede stilling \| Samlede stilling \| Samlede stilling \| Samlede stilling \| Samlede stilling \| \| Rytter \| Rytter \| Hold \| Tid \| \| \| ---------------- \| ----------------- \| --------------------- \| ---------------- \| ---------------- \| \| 1. \| Brandon McNulty \| UAE Team Emirates \| 8t 48' 53" \| \| \| 2. \| Finn Fisher-Black \| UAE Team Emirates \| + 0" \| \| \| 3. \| João Almeida \| UAE Team Emirates \| + 0" \| \| \| 4. \| Jay Vine \| UAE Team Emirates \| + 0" \| \| \| 5. \| Michael Matthews \| Team Jayco AlUla \| + 15" \| \| \| 6. \| Chris Harper \| Team Jayco AlUla \| + 15" \| \| \| 7. \| Luke Plapp \| Team Jayco AlUla \| + 15" \| \| \| 8. \| Remco Evenepoel \| Soudal Quick-Step \| + 18" \| \| \| 9. \| Owain Doull \| EF Education-EasyPost \| + 20" \| \| \| 10. \| Egan Bernal \| Ineos Grenadiers \| + 20" \| \| |                   |                       |            |
| |                   |                       |            |
| Kilde: ProCyclingStats |                   |                       |            |
| Samlede stilling |                   |                       |            |
| Rytter | Rytter            | Hold                  | Tid        |
| 1. | Brandon McNulty   | UAE Team Emirates     | 8t 48' 53" |
| 2. | Finn Fisher-Black | UAE Team Emirates     | + 0"       |
| 3. | João Almeida      | UAE Team Emirates     | + 0"       |
| 4. | Jay Vine          | UAE Team Emirates     | + 0"       |
| 5. | Michael Matthews  | Team Jayco AlUla      | + 15"      |
| 6. | Chris Harper      | Team Jayco AlUla      | + 15"      |
| 7. | Luke Plapp        | Team Jayco AlUla      | + 15"      |
| 8. | Remco Evenepoel   | Soudal Quick-Step     | + 18"      |
| 9. | Owain Doull       | EF Education-EasyPost | + 20"      |
| 10. | Egan Bernal       | Ineos Grenadiers      | + 20"      |

### 4. etape
| Chalon-sur-Saône - Mont Brouilly | bjergetape | (183 km) |

| \| Etaperesultat \| Etaperesultat \| Etaperesultat \| Etaperesultat \| Etaperesultat \| \| Rytter \| Rytter \| Hold \| Tid \| \| \| ------------- \| ----------------- \| -------------------------- \| ------------- \| ------------- \| \| 1. \| Santiago Buitrago \| Bahrain Victorious \| 4t 25' 52" \| \| \| 2. \| Luke Plapp \| Team Jayco AlUla \| + 10" \| \| \| 3. \| Mattias Skjelmose \| Lidl-Trek \| + 37" \| \| \| 4. \| Remco Evenepoel \| Soudal Quick-Step \| + 37" \| \| \| 5. \| Egan Bernal \| Ineos Grenadiers \| + 39" \| \| \| 6. \| Felix Gall \| Decathlon-AG2R La Mondiale \| + 39" \| \| \| 7. \| Primož Roglič \| Bora-Hansgrohe \| + 39" \| \| \| 8. \| Matteo Jorgenson \| Team Visma \\| Lease a Bike \| + 39" \| \| \| 9. \| Harold Tejada \| Astana Qazaqstan Team \| + 43" \| \| \| 10. \| Brandon McNulty \| UAE Team Emirates \| + 46" \| \| |                   |                            |            |
| |                   |                            |            |
| Kilde: ProCyclingStats |                   |                            |            |
| Etaperesultat |                   |                            |            |
| Rytter | Rytter            | Hold                       | Tid        |
| 1. | Santiago Buitrago | Bahrain Victorious         | 4t 25' 52" |
| 2. | Luke Plapp        | Team Jayco AlUla           | + 10"      |
| 3. | Mattias Skjelmose | Lidl-Trek                  | + 37"      |
| 4. | Remco Evenepoel   | Soudal Quick-Step          | + 37"      |
| 5. | Egan Bernal       | Ineos Grenadiers           | + 39"      |
| 6. | Felix Gall        | Decathlon-AG2R La Mondiale | + 39"      |
| 7. | Primož Roglič     | Bora-Hansgrohe             | + 39"      |
| 8. | Matteo Jorgenson  | Team Visma \| Lease a Bike | + 39"      |
| 9. | Harold Tejada     | Astana Qazaqstan Team      | + 43"      |
| 10. | Brandon McNulty   | UAE Team Emirates          | + 46"      |

| \| Samlede stilling \| Samlede stilling \| Samlede stilling \| Samlede stilling \| Samlede stilling \| \| Rytter \| Rytter \| Hold \| Tid \| \| \| ---------------- \| ----------------- \| -------------------------- \| ---------------- \| ---------------- \| \| 1. \| Luke Plapp \| Team Jayco AlUla \| 13t 15' 04" \| \| \| 2. \| Santiago Buitrago \| Bahrain Victorious \| + 13" \| \| \| 3. \| Brandon McNulty \| UAE Team Emirates \| + 27" \| \| \| 4. \| João Almeida \| UAE Team Emirates \| + 29" \| \| \| 5. \| Remco Evenepoel \| Soudal Quick-Step \| + 30" \| \| \| 6. \| Egan Bernal \| Ineos Grenadiers \| + 40" \| \| \| 7. \| Chris Harper \| Team Jayco AlUla \| + 46" \| \| \| 8. \| Matteo Jorgenson \| Team Visma \\| Lease a Bike \| + 52" \| \| \| 9. \| Rigoberto Urán \| EF Education-EasyPost \| + 54" \| \| \| 10. \| Carlos Rodríguez \| Ineos Grenadiers \| + 1' 02" \| \| |                   |                            |             |
| |                   |                            |             |
| Kilde: ProCyclingStats |                   |                            |             |
| Samlede stilling |                   |                            |             |
| Rytter | Rytter            | Hold                       | Tid         |
| 1. | Luke Plapp        | Team Jayco AlUla           | 13t 15' 04" |
| 2. | Santiago Buitrago | Bahrain Victorious         | + 13"       |
| 3. | Brandon McNulty   | UAE Team Emirates          | + 27"       |
| 4. | João Almeida      | UAE Team Emirates          | + 29"       |
| 5. | Remco Evenepoel   | Soudal Quick-Step          | + 30"       |
| 6. | Egan Bernal       | Ineos Grenadiers           | + 40"       |
| 7. | Chris Harper      | Team Jayco AlUla           | + 46"       |
| 8. | Matteo Jorgenson  | Team Visma \| Lease a Bike | + 52"       |
| 9. | Rigoberto Urán    | EF Education-EasyPost      | + 54"       |
| 10. | Carlos Rodríguez  | Ineos Grenadiers           | + 1' 02"    |

### 5. etape
| Saint-Sauveur-de-Montagut - Sisteron | middel bjergetape | (193,5 km) |

| \| Etaperesultat \| Etaperesultat \| Etaperesultat \| Etaperesultat \| Etaperesultat \| \| Rytter \| Rytter \| Hold \| Tid \| \| \| ------------- \| -------------------- \| -------------------------- \| ------------- \| ------------- \| \| 1. \| Olav Kooij \| Team Visma \\| Lease a Bike \| 4t 23' 02" \| \| \| 2. \| Mads Pedersen \| Lidl-Trek \| + 0" \| \| \| 3. \| Pascal Ackermann \| Israel-Premier Tech \| + 0" \| \| \| 4. \| Sam Bennett \| Decathlon-AG2R La Mondiale \| + 0" \| \| \| 5. \| Danny van Poppel \| Bora-Hansgrohe \| + 0" \| \| \| 6. \| Tobias Lund Andresen \| Team dsm-firmenich PostNL \| + 0" \| \| \| 7. \| Matteo Trentin \| Tudor Pro Cycling Team \| + 0" \| \| \| 8. \| Laurence Pithie \| Groupama-FDJ \| + 0" \| \| \| 9. \| Madis Mihkels \| Intermarché-Wanty \| + 0" \| \| \| 10. \| Dušan Rajović \| Bahrain Victorious \| + 0" \| \| |                      |                            |            |
| |                      |                            |            |
| Kilde: ProCyclingStats |                      |                            |            |
| Etaperesultat |                      |                            |            |
| Rytter | Rytter               | Hold                       | Tid        |
| 1. | Olav Kooij           | Team Visma \| Lease a Bike | 4t 23' 02" |
| 2. | Mads Pedersen        | Lidl-Trek                  | + 0"       |
| 3. | Pascal Ackermann     | Israel-Premier Tech        | + 0"       |
| 4. | Sam Bennett          | Decathlon-AG2R La Mondiale | + 0"       |
| 5. | Danny van Poppel     | Bora-Hansgrohe             | + 0"       |
| 6. | Tobias Lund Andresen | Team dsm-firmenich PostNL  | + 0"       |
| 7. | Matteo Trentin       | Tudor Pro Cycling Team     | + 0"       |
| 8. | Laurence Pithie      | Groupama-FDJ               | + 0"       |
| 9. | Madis Mihkels        | Intermarché-Wanty          | + 0"       |
| 10. | Dušan Rajović        | Bahrain Victorious         | + 0"       |

| \| Samlede stilling \| Samlede stilling \| Samlede stilling \| Samlede stilling \| Samlede stilling \| \| Rytter \| Rytter \| Hold \| Tid \| \| \| ---------------- \| ----------------- \| -------------------------- \| ---------------- \| ---------------- \| \| 1. \| Luke Plapp \| Team Jayco AlUla \| 17t 38' 48" \| \| \| 2. \| Santiago Buitrago \| Bahrain Victorious \| + 13" \| \| \| 3. \| Brandon McNulty \| UAE Team Emirates \| + 27" \| \| \| 4. \| João Almeida \| UAE Team Emirates \| + 29" \| \| \| 5. \| Remco Evenepoel \| Soudal Quick-Step \| + 30" \| \| \| 6. \| Egan Bernal \| Ineos Grenadiers \| + 40" \| \| \| 7. \| Chris Harper \| Team Jayco AlUla \| + 46" \| \| \| 8. \| Matteo Jorgenson \| Team Visma \\| Lease a Bike \| + 52" \| \| \| 9. \| Rigoberto Urán \| EF Education-EasyPost \| + 54" \| \| \| 10. \| Carlos Rodríguez \| Ineos Grenadiers \| + 1' 02" \| \| |                   |                            |             |
| |                   |                            |             |
| Kilde: ProCyclingStats |                   |                            |             |
| Samlede stilling |                   |                            |             |
| Rytter | Rytter            | Hold                       | Tid         |
| 1. | Luke Plapp        | Team Jayco AlUla           | 17t 38' 48" |
| 2. | Santiago Buitrago | Bahrain Victorious         | + 13"       |
| 3. | Brandon McNulty   | UAE Team Emirates          | + 27"       |
| 4. | João Almeida      | UAE Team Emirates          | + 29"       |
| 5. | Remco Evenepoel   | Soudal Quick-Step          | + 30"       |
| 6. | Egan Bernal       | Ineos Grenadiers           | + 40"       |
| 7. | Chris Harper      | Team Jayco AlUla           | + 46"       |
| 8. | Matteo Jorgenson  | Team Visma \| Lease a Bike | + 52"       |
| 9. | Rigoberto Urán    | EF Education-EasyPost      | + 54"       |
| 10. | Carlos Rodríguez  | Ineos Grenadiers           | + 1' 02"    |

### 6. etape
| Sisteron - La Colle-sur-Loup | middel bjergetape | (198,2 km) |

| \| Etaperesultat \| Etaperesultat \| Etaperesultat \| Etaperesultat \| Etaperesultat \| \| Rytter \| Rytter \| Hold \| Tid \| \| \| ------------- \| ---------------------- \| -------------------------- \| ------------- \| ------------- \| \| 1. \| Mattias Skjelmose \| Lidl-Trek \| 4t 36' 51" \| \| \| 2. \| Brandon McNulty \| UAE Team Emirates \| + 0" \| \| \| 3. \| Matteo Jorgenson \| Team Visma \\| Lease a Bike \| + 0" \| \| \| 4. \| Remco Evenepoel \| Soudal Quick-Step \| + 52" \| \| \| 5. \| Harold Tejada \| Astana Qazaqstan Team \| + 53" \| \| \| 6. \| Aurélien Paret-Peintre \| Decathlon-AG2R La Mondiale \| + 53" \| \| \| 7. \| Felix Gall \| Decathlon-AG2R La Mondiale \| + 53" \| \| \| 8. \| Wilco Kelderman \| Team Visma \\| Lease a Bike \| + 53" \| \| \| 9. \| Primož Roglič \| Bora-Hansgrohe \| + 53" \| \| \| 10. \| Egan Bernal \| Ineos Grenadiers \| + 53" \| \| |                        |                            |            |
| |                        |                            |            |
| Kilde: ProCyclingStats |                        |                            |            |
| Etaperesultat |                        |                            |            |
| Rytter | Rytter                 | Hold                       | Tid        |
| 1. | Mattias Skjelmose      | Lidl-Trek                  | 4t 36' 51" |
| 2. | Brandon McNulty        | UAE Team Emirates          | + 0"       |
| 3. | Matteo Jorgenson       | Team Visma \| Lease a Bike | + 0"       |
| 4. | Remco Evenepoel        | Soudal Quick-Step          | + 52"      |
| 5. | Harold Tejada          | Astana Qazaqstan Team      | + 53"      |
| 6. | Aurélien Paret-Peintre | Decathlon-AG2R La Mondiale | + 53"      |
| 7. | Felix Gall             | Decathlon-AG2R La Mondiale | + 53"      |
| 8. | Wilco Kelderman        | Team Visma \| Lease a Bike | + 53"      |
| 9. | Primož Roglič          | Bora-Hansgrohe             | + 53"      |
| 10. | Egan Bernal            | Ineos Grenadiers           | + 53"      |

| \| Samlede stilling \| Samlede stilling \| Samlede stilling \| Samlede stilling \| Samlede stilling \| \| Rytter \| Rytter \| Hold \| Tid \| \| \| ---------------- \| ----------------- \| -------------------------- \| ---------------- \| ---------------- \| \| 1. \| Brandon McNulty \| UAE Team Emirates \| 22t 15' 58" \| \| \| 2. \| Matteo Jorgenson \| Team Visma \\| Lease a Bike \| + 23" \| \| \| 3. \| Luke Plapp \| Team Jayco AlUla \| + 34" \| \| \| 4. \| Mattias Skjelmose \| Lidl-Trek \| + 54" \| \| \| 5. \| Remco Evenepoel \| Soudal Quick-Step \| + 1' 03" \| \| \| 6. \| Egan Bernal \| Ineos Grenadiers \| + 1' 14" \| \| \| 7. \| João Almeida \| UAE Team Emirates \| + 1' 30" \| \| \| 8. \| Felix Gall \| Decathlon-AG2R La Mondiale \| + 1' 36" \| \| \| 9. \| Harold Tejada \| Astana Qazaqstan Team \| + 1' 37" \| \| \| 10. \| Wilco Kelderman \| Team Visma \\| Lease a Bike \| + 1' 39" \| \| |                   |                            |             |
| |                   |                            |             |
| Kilde: ProCyclingStats |                   |                            |             |
| Samlede stilling |                   |                            |             |
| Rytter | Rytter            | Hold                       | Tid         |
| 1. | Brandon McNulty   | UAE Team Emirates          | 22t 15' 58" |
| 2. | Matteo Jorgenson  | Team Visma \| Lease a Bike | + 23"       |
| 3. | Luke Plapp        | Team Jayco AlUla           | + 34"       |
| 4. | Mattias Skjelmose | Lidl-Trek                  | + 54"       |
| 5. | Remco Evenepoel   | Soudal Quick-Step          | + 1' 03"    |
| 6. | Egan Bernal       | Ineos Grenadiers           | + 1' 14"    |
| 7. | João Almeida      | UAE Team Emirates          | + 1' 30"    |
| 8. | Felix Gall        | Decathlon-AG2R La Mondiale | + 1' 36"    |
| 9. | Harold Tejada     | Astana Qazaqstan Team      | + 1' 37"    |
| 10. | Wilco Kelderman   | Team Visma \| Lease a Bike | + 1' 39"    |

### 7. etape
| Nice - Madone d'Utelle | bjergetape | (104 km) |

| \| Etaperesultat \| Etaperesultat \| Etaperesultat \| Etaperesultat \| Etaperesultat \| \| Rytter \| Rytter \| Hold \| Tid \| \| \| ------------- \| ---------------------- \| -------------------------- \| ------------- \| ------------- \| \| 1. \| Aleksandr Vlasov \| Bora-Hansgrohe \| 2t 44' 03" \| \| \| 2. \| Remco Evenepoel \| Soudal Quick-Step \| + 8" \| \| \| 3. \| Primož Roglič \| Bora-Hansgrohe \| + 8" \| \| \| 4. \| Mattias Skjelmose \| Lidl-Trek \| + 8" \| \| \| 5. \| Matteo Jorgenson \| Team Visma \\| Lease a Bike \| + 8" \| \| \| 6. \| Santiago Buitrago \| Bahrain Victorious \| + 13" \| \| \| 7. \| Brandon McNulty \| UAE Team Emirates \| + 27" \| \| \| 8. \| Wilco Kelderman \| Team Visma \\| Lease a Bike \| + 31" \| \| \| 9. \| Aurélien Paret-Peintre \| Decathlon-AG2R La Mondiale \| + 36" \| \| \| 10. \| Luke Plapp \| Team Jayco AlUla \| + 40" \| \| |                        |                            |            |
| |                        |                            |            |
| Kilde: ProCyclingStats |                        |                            |            |
| Etaperesultat |                        |                            |            |
| Rytter | Rytter                 | Hold                       | Tid        |
| 1. | Aleksandr Vlasov       | Bora-Hansgrohe             | 2t 44' 03" |
| 2. | Remco Evenepoel        | Soudal Quick-Step          | + 8"       |
| 3. | Primož Roglič          | Bora-Hansgrohe             | + 8"       |
| 4. | Mattias Skjelmose      | Lidl-Trek                  | + 8"       |
| 5. | Matteo Jorgenson       | Team Visma \| Lease a Bike | + 8"       |
| 6. | Santiago Buitrago      | Bahrain Victorious         | + 13"      |
| 7. | Brandon McNulty        | UAE Team Emirates          | + 27"      |
| 8. | Wilco Kelderman        | Team Visma \| Lease a Bike | + 31"      |
| 9. | Aurélien Paret-Peintre | Decathlon-AG2R La Mondiale | + 36"      |
| 10. | Luke Plapp             | Team Jayco AlUla           | + 40"      |

| \| Samlede stilling \| Samlede stilling \| Samlede stilling \| Samlede stilling \| Samlede stilling \| \| Rytter \| Rytter \| Hold \| Tid \| \| \| ---------------- \| ---------------------- \| -------------------------- \| ---------------- \| ---------------- \| \| 1. \| Brandon McNulty \| UAE Team Emirates \| 25t 00' 28" \| \| \| 2. \| Matteo Jorgenson \| Team Visma \\| Lease a Bike \| + 4" \| \| \| 3. \| Mattias Skjelmose \| Lidl-Trek \| + 35" \| \| \| 4. \| Remco Evenepoel \| Soudal Quick-Step \| + 36" \| \| \| 5. \| Luke Plapp \| Team Jayco AlUla \| + 47" \| \| \| 6. \| Primož Roglič \| Bora-Hansgrohe \| + 1' 21" \| \| \| 7. \| Egan Bernal \| Ineos Grenadiers \| + 1' 42" \| \| \| 8. \| Wilco Kelderman \| Team Visma \\| Lease a Bike \| + 1' 43" \| \| \| 9. \| Aurélien Paret-Peintre \| Decathlon-AG2R La Mondiale \| + 1' 53" \| \| \| 10. \| Aleksandr Vlasov \| Bora-Hansgrohe \| + 2' 05" \| \| |                        |                            |             |
| |                        |                            |             |
| Kilde: ProCyclingStats |                        |                            |             |
| Samlede stilling |                        |                            |             |
| Rytter | Rytter                 | Hold                       | Tid         |
| 1. | Brandon McNulty        | UAE Team Emirates          | 25t 00' 28" |
| 2. | Matteo Jorgenson       | Team Visma \| Lease a Bike | + 4"        |
| 3. | Mattias Skjelmose      | Lidl-Trek                  | + 35"       |
| 4. | Remco Evenepoel        | Soudal Quick-Step          | + 36"       |
| 5. | Luke Plapp             | Team Jayco AlUla           | + 47"       |
| 6. | Primož Roglič          | Bora-Hansgrohe             | + 1' 21"    |
| 7. | Egan Bernal            | Ineos Grenadiers           | + 1' 42"    |
| 8. | Wilco Kelderman        | Team Visma \| Lease a Bike | + 1' 43"    |
| 9. | Aurélien Paret-Peintre | Decathlon-AG2R La Mondiale | + 1' 53"    |
| 10. | Aleksandr Vlasov       | Bora-Hansgrohe             | + 2' 05"    |

### 8. etape
| Nice - Nice | middel bjergetape | (109,3 km) |

| \| Etaperesultat \| Etaperesultat \| Etaperesultat \| Etaperesultat \| Etaperesultat \| \| Rytter \| Rytter \| Hold \| Tid \| \| \| ------------- \| ------------------- \| -------------------------- \| ------------- \| ------------- \| \| 1. \| Remco Evenepoel \| Soudal Quick-Step \| 2t 50' 03" \| \| \| 2. \| Matteo Jorgenson \| Team Visma \\| Lease a Bike \| + 0" \| \| \| 3. \| Aleksandr Vlasov \| Bora-Hansgrohe \| + 50" \| \| \| 4. \| Mattias Skjelmose \| Lidl-Trek \| + 1' 39" \| \| \| 5. \| Brandon McNulty \| UAE Team Emirates \| + 1' 39" \| \| \| 6. \| Samuele Battistella \| Astana Qazaqstan Team \| + 2' 13" \| \| \| 7. \| Michael Storer \| Tudor Pro Cycling Team \| + 2' 13" \| \| \| 8. \| Felix Gall \| Decathlon-AG2R La Mondiale \| + 2' 13" \| \| \| 9. \| Egan Bernal \| Ineos Grenadiers \| + 2' 13" \| \| \| 10. \| Luke Plapp \| Team Jayco AlUla \| + 2' 13" \| \| |                     |                            |            |
| |                     |                            |            |
| Kilde: ProCyclingStats |                     |                            |            |
| Etaperesultat |                     |                            |            |
| Rytter | Rytter              | Hold                       | Tid        |
| 1. | Remco Evenepoel     | Soudal Quick-Step          | 2t 50' 03" |
| 2. | Matteo Jorgenson    | Team Visma \| Lease a Bike | + 0"       |
| 3. | Aleksandr Vlasov    | Bora-Hansgrohe             | + 50"      |
| 4. | Mattias Skjelmose   | Lidl-Trek                  | + 1' 39"   |
| 5. | Brandon McNulty     | UAE Team Emirates          | + 1' 39"   |
| 6. | Samuele Battistella | Astana Qazaqstan Team      | + 2' 13"   |
| 7. | Michael Storer      | Tudor Pro Cycling Team     | + 2' 13"   |
| 8. | Felix Gall          | Decathlon-AG2R La Mondiale | + 2' 13"   |
| 9. | Egan Bernal         | Ineos Grenadiers           | + 2' 13"   |
| 10. | Luke Plapp          | Team Jayco AlUla           | + 2' 13"   |

## Trøjernes fordeling gennem løbet
| Etape    |                   | Vinder _          | Samlede stilling | Pointtrøje      | Bjergtrøje         | Ungdomstrøje      | Mest angrebsivrige | Holdkonkurrence            |
| -------- | ----------------- | ----------------- | ---------------- | --------------- | ------------------ | ----------------- | ------------------ | -------------------------- |
| 1. etape | kuperet etape     | Olav Kooij        | Olav Kooij       | Olav Kooij      | Jonas Rutsch       | Olav Kooij        | Jonas Rutsch       | Team Visma \| Lease a Bike |
| 2. etape | flad etape        | Arvid de Kleijn   | Laurence Pithie  | Laurence Pithie | Mathieu Burgaudeau | Laurence Pithie   | Mathieu Burgaudeau | Team Visma \| Lease a Bike |
| 3. etape | holdtidskørsel    | UAE Team Emirates | Brandon McNulty  | Laurence Pithie | Mathieu Burgaudeau | Finn Fisher-Black | ikke uddelt        | UAE Team Emirates          |
| 4. etape | bjergetape        | Santiago Buitrago | Luke Plapp       | Laurence Pithie | Mathieu Burgaudeau | Luke Plapp        | Cristian Scaroni   | Ineos Grenadiers           |
| 5. etape | middel bjergetape | Olav Kooij        | Luke Plapp       | Mads Pedersen   | Mathieu Burgaudeau | Luke Plapp        | Pierre Latour      | Ineos Grenadiers           |
| 6. etape | middel bjergetape | Mattias Skjelmose | Brandon McNulty  | Mads Pedersen   | Mathieu Burgaudeau | Matteo Jorgenson  | Mads Pedersen      | UAE Team Emirates          |
| 7. etape | bjergetape        | Aleksandr Vlasov  | Brandon McNulty  | Mads Pedersen   | Mathieu Burgaudeau | Matteo Jorgenson  | Johan Jacobs       | UAE Team Emirates          |
| 8. etape | middel bjergetape | Remco Evenepoel   | Matteo Jorgenson | Remco Evenepoel | Remco Evenepoel    | Matteo Jorgenson  | Remco Evenepoel    | UAE Team Emirates          |
| Samlet   | Samlet            |                   | Matteo Jorgenson | Remco Evenepoel | Remco Evenepoel    | Matteo Jorgenson  | ikke uddelt        | UAE Team Emirates          |

## Resultater

### Samlede stilling
| \| Samlede stilling \| Samlede stilling \| Samlede stilling \| Samlede stilling \| Samlede stilling \| \| Rytter \| Rytter \| Hold \| Tid \| \| \| ---------------- \| ----------------- \| -------------------------- \| ---------------- \| ---------------- \| \| 1. \| Matteo Jorgenson \| Team Visma \\| Lease a Bike \| 27t 50' 23" \| \| \| 2. \| Remco Evenepoel \| Soudal Quick-Step \| + 30" \| \| \| 3. \| Brandon McNulty \| UAE Team Emirates \| + 1' 47" \| \| \| 4. \| Mattias Skjelmose \| Lidl-Trek \| + 2' 22" \| \| \| 5. \| Aleksandr Vlasov \| Bora-Hansgrohe \| + 2' 57" \| \| \| 6. \| Luke Plapp \| Team Jayco AlUla \| + 3' 08" \| \| \| 7. \| Egan Bernal \| Ineos Grenadiers \| + 4' 03" \| \| \| 8. \| Wilco Kelderman \| Team Visma \\| Lease a Bike \| + 4' 04" \| \| \| 9. \| Felix Gall \| Decathlon-AG2R La Mondiale \| + 4' 35" \| \| \| 10. \| Primož Roglič \| Bora-Hansgrohe \| + 5' 33" \| \| |                   |                            |             |
| |                   |                            |             |
| Kilde: ProCyclingStats |                   |                            |             |
| Samlede stilling |                   |                            |             |
| Rytter | Rytter            | Hold                       | Tid         |
| 1. | Matteo Jorgenson  | Team Visma \| Lease a Bike | 27t 50' 23" |
| 2. | Remco Evenepoel   | Soudal Quick-Step          | + 30"       |
| 3. | Brandon McNulty   | UAE Team Emirates          | + 1' 47"    |
| 4. | Mattias Skjelmose | Lidl-Trek                  | + 2' 22"    |
| 5. | Aleksandr Vlasov  | Bora-Hansgrohe             | + 2' 57"    |
| 6. | Luke Plapp        | Team Jayco AlUla           | + 3' 08"    |
| 7. | Egan Bernal       | Ineos Grenadiers           | + 4' 03"    |
| 8. | Wilco Kelderman   | Team Visma \| Lease a Bike | + 4' 04"    |
| 9. | Felix Gall        | Decathlon-AG2R La Mondiale | + 4' 35"    |
| 10. | Primož Roglič     | Bora-Hansgrohe             | + 5' 33"    |

### Pointkonkurrencen
| Pointkonkurrence | Pointkonkurrence  | Pointkonkurrence           | Pointkonkurrence | Pointkonkurrence |
| Rytter           | Rytter            | Hold                       | Point            |                  |
| ---------------- | ----------------- | -------------------------- | ---------------- | ---------------- |
| 1.               | Remco Evenepoel   | Soudal Quick-Step          | 69 point         |                  |
| 2.               | Mattias Skjelmose | Lidl-Trek                  | 61 point         |                  |
| 3.               | Matteo Jorgenson  | Team Visma \| Lease a Bike | 61 point         |                  |
| 4.               | Mads Pedersen     | Lidl-Trek                  | 60 point         |                  |
| 5.               | Laurence Pithie   | Groupama-FDJ               | 56 point         |                  |
| 6.               | Danny van Poppel  | Bora-Hansgrohe             | 44 point         |                  |
| 7.               | Aleksandr Vlasov  | Bora-Hansgrohe             | 29 point         |                  |
| 8.               | Brandon McNulty   | UAE Team Emirates          | 27 point         |                  |
| 9.               | Matteo Trentin    | Tudor Pro Cycling Team     | 24 point         |                  |
| 10.              | Egan Bernal       | Ineos Grenadiers           | 23 point         |                  |

### Bjergkonkurrencen
| Bjergkonkurrence | Bjergkonkurrence   | Bjergkonkurrence           | Bjergkonkurrence | Bjergkonkurrence |
| Rytter           | Rytter             | Hold                       | Point            |                  |
| ---------------- | ------------------ | -------------------------- | ---------------- | ---------------- |
| 1.               | Remco Evenepoel    | Soudal Quick-Step          | 47 point         |                  |
| 2.               | Mathieu Burgaudeau | TotalEnergies              | 44 point         |                  |
| 3.               | Cristian Scaroni   | Astana Qazaqstan Team      | 44 point         |                  |
| 4.               | Aleksandr Vlasov   | Bora-Hansgrohe             | 41 point         |                  |
| 5.               | Matteo Jorgenson   | Team Visma \| Lease a Bike | 27 point         |                  |
| 6.               | Victor Campenaerts | Lotto Dstny                | 16 point         |                  |
| 7.               | Mattias Skjelmose  | Lidl-Trek                  | 14 point         |                  |
| 8.               | Jonas Rutsch       | EF Education-EasyPost      | 13 point         |                  |
| 9.               | Luke Plapp         | Team Jayco AlUla           | 11 point         |                  |
| 10.              | Primož Roglič      | Bora-Hansgrohe             | 10 point         |                  |

### Ungdomskonkurrencen
| Ungdomskonkurrence | Ungdomskonkurrence | Ungdomskonkurrence         | Ungdomskonkurrence | Ungdomskonkurrence |
| Rytter             | Rytter             | Hold                       | Tid                |                    |
| ------------------ | ------------------ | -------------------------- | ------------------ | ------------------ |
| 1.                 | Matteo Jorgenson   | Team Visma \| Lease a Bike | 27t 50' 23"        |                    |
| 2.                 | Remco Evenepoel    | Soudal Quick-Step          | + 30"              |                    |
| 3.                 | Mattias Skjelmose  | Lidl-Trek                  | + 2' 22"           |                    |
| 4.                 | Luke Plapp         | Team Jayco AlUla           | + 3' 08"           |                    |
| 5.                 | Ewen Costiou       | Arkéa-B&B Hotels           | + 16' 25"          |                    |
| 6.                 | Ilan Van Wilder    | Soudal Quick-Step          | + 24' 11"          |                    |
| 7.                 | Carlos Rodríguez   | Ineos Grenadiers           | + 39' 21"          |                    |
| 8.                 | Jon Barrenetxea    | Movistar Team              | + 57' 23"          |                    |
| 9.                 | Jordan Jegat       | TotalEnergies              | + 1t 01' 12"       |                    |
| 10.                | Finn Fisher-Black  | UAE Team Emirates          | + 1t 06' 36"       |                    |

### Holdkonkurrencen
| Holdkonkurrence | Holdkonkurrence            | Holdkonkurrence | Holdkonkurrence |
| Hold            | Hold                       | Tid             |                 |
| --------------- | -------------------------- | --------------- | --------------- |
| 1.              | UAE Team Emirates          | 83t 51' 18"     |                 |
| 2.              | Team Visma \| Lease a Bike | + 7' 45"        |                 |
| 3.              | Soudal Quick-Step          | + 8' 18"        |                 |
| 4.              | Bora-Hansgrohe             | + 22' 49"       |                 |
| 5.              | Ineos Grenadiers           | + 25' 19"       |                 |
| 6.              | Decathlon-AG2R La Mondiale | + 38' 22"       |                 |
| 7.              | Bahrain Victorious         | + 1t 15' 26"    |                 |
| 8.              | Movistar Team              | + 1t 15' 47"    |                 |
| 9.              | Astana Qazaqstan Team      | + 1t 29' 34"    |                 |
| 10.             | Lidl-Trek                  | + 1t 32' 40"    |                 |

## Hold og ryttere
| UCI WorldTeams (18)- Alpecin-Deceuninck - Arkéa-B&B Hotels - Astana Qazaqstan Team - Bahrain Victorious - Bora-Hansgrohe - Cofidis - Decathlon-AG2R La Mondiale - EF Education-EasyPost - Groupama-FDJ - Ineos Grenadiers - Intermarché-Wanty - Lidl-Trek - Movistar Team - Soudal Quick-Step - Team dsm-firmenich PostNL - Team Jayco AlUla - Team Visma \| Lease a Bike - UAE Team Emirates UCI ProTeams (4)- Israel-Premier Tech - Lotto Dstny - TotalEnergies - Tudor Pro Cycling Team |
| |

### Danske ryttere
| Danske ryttere på startlisten |                      |                           |           |
| Rygnummer                     | Rytter               | Hold                      | Placering |
| 25                            | Casper Pedersen      | Soudal Quick-Step         | DNF–8     |
| 61                            | Mads Pedersen        | Lidl-Trek                 | 73        |
| 66                            | Mattias Skjelmose    | Lidl-Trek                 | 4         |
| 137                           | Michael Valgren      | EF Education-EasyPost     | 44        |
| 143                           | Anthon Charmig       | Astana Qazaqstan Team     | 66        |
| 156                           | Mathias Norsgaard    | Movistar Team             | 101       |
| 162                           | Tobias Lund Andresen | Team DSM-Firmenich PostNL | DNS–6     |
| 181                           | Jakob Fuglsang       | Israel-Premier Tech       | 48        |

* DNF = gennemførte ikke

* DNS = stillede ikke til start

### Startliste
| Bora-Hansgrohe BOH | Bora-Hansgrohe BOH     | Bora-Hansgrohe BOH |
| ------------------ | ---------------------- | ------------------ |
| Nr.                | Rytter                 | Placering          |
| 1                  | Primož Roglič (SLO)    | 10.                |
| 2                  | Nico Denz (GER)        |                    |
| 3                  | Marco Haller (AUT)     |                    |
| 4                  | Bob Jungels (LUX)      |                    |
| 5                  | Matteo Sobrero (ITA)   |                    |
| 6                  | Danny van Poppel (NED) |                    |
| 7                  | Aleksandr Vlasov       |                    |

| Groupama-FDJ GFC | Groupama-FDJ GFC        | Groupama-FDJ GFC |
| ---------------- | ----------------------- | ---------------- |
| Nr.              | Rytter                  | Placering        |
| 11               | David Gaudu (FRA)       | DNS-8            |
| 12               | Sven Erik Bystrøm (NOR) |                  |
| 13               | Kevin Geniets (LUX)     | DNF-8            |
| 14               | Quentin Pacher (FRA)    |                  |
| 15               | Laurence Pithie (NZL)   |                  |
| 16               | Clément Russo (FRA)     |                  |
| 17               | Samuel Watson (GBR)     |                  |

| Soudal Quick-Step SOQ | Soudal Quick-Step SOQ                           | Soudal Quick-Step SOQ |
| --------------------- | ----------------------------------------------- | --------------------- |
| Nr.                   | Rytter                                          | Placering             |
| 21                    | Remco Evenepoel (BEL) (landevej og enkeltstart) | 2.                    |
| 22                    | Mattia Cattaneo (ITA)                           |                       |
| 23                    | Yves Lampaert (BEL)                             |                       |
| 24                    | Gianni Moscon (ITA)                             |                       |
| 25                    | Casper Pedersen (DEN)                           |                       |
| 26                    | Ilan Van Wilder (BEL)                           |                       |
| 27                    | Louis Vervaeke (BEL)                            |                       |

| UAE Team Emirates UAD | UAE Team Emirates UAD               | UAE Team Emirates UAD |
| --------------------- | ----------------------------------- | --------------------- |
| Nr.                   | Rytter                              | Placering             |
| 31                    | João Almeida (POR) (enkeltstart)    |                       |
| 32                    | Finn Fisher-Black (NZL)             |                       |
| 33                    | Felix Großschartner (AUT)           |                       |
| 34                    | Brandon McNulty (USA) (enkeltstart) |                       |
| 35                    | Nils Politt (GER) (enkeltstart)     |                       |
| 36                    | Marc Soler (ESP)                    | DNF-4                 |
| 37                    | Jay Vine (AUS)                      |                       |

| Team Visma \| Lease a Bike TVL | Team Visma \| Lease a Bike TVL | Team Visma \| Lease a Bike TVL |
| ------------------------------ | ------------------------------ | ------------------------------ |
| Nr.                            | Rytter                         | Placering                      |
| 41                             | Matteo Jorgenson (USA)         |                                |
| 42                             | Edoardo Affini (ITA)           |                                |
| 43                             | Koen Bouwman (NED)             |                                |
| 44                             | Wilco Kelderman (NED)          |                                |
| 45                             | Olav Kooij (NED)               | DNF-8                          |
| 46                             | Tim van Dijke (NED)            |                                |
| 47                             | Mick van Dijke (NED)           |                                |

| Ineos Grenadiers IGD | Ineos Grenadiers IGD                     | Ineos Grenadiers IGD |
| -------------------- | ---------------------------------------- | -------------------- |
| Nr.                  | Rytter                                   | Placering            |
| 51                   | Egan Bernal (COL)                        |                      |
| 52                   | Jonathan Castroviejo (ESP) (enkeltstart) |                      |
| 53                   | Laurens De Plus (BEL)                    |                      |
| 54                   | Omar Fraile (ESP)                        |                      |
| 55                   | Carlos Rodríguez (ESP)                   |                      |
| 56                   | Joshua Tarling (GBR) (enkeltstart)       |                      |
| 57                   | Ben Turner (GBR)                         |                      |

| Lidl-Trek LTK | Lidl-Trek LTK                                | Lidl-Trek LTK |
| ------------- | -------------------------------------------- | ------------- |
| Nr.           | Rytter                                       | Placering     |
| 61            | Mads Pedersen (DEN)                          |               |
| 62            | Julien Bernard (FRA)                         |               |
| 63            | Tim Declercq (BEL)                           |               |
| 64            | Ryan Gibbons (RSA) (landevej og enkeltstart) |               |
| 65            | Otto Vergaerde (BEL)                         |               |
| 66            | Mattias Skjelmose (DEN) (landevej)           |               |
| 67            | Jasper Stuyven (BEL)                         |               |

| Decathlon-AG2R La Mondiale DAT | Decathlon-AG2R La Mondiale DAT | Decathlon-AG2R La Mondiale DAT |
| ------------------------------ | ------------------------------ | ------------------------------ |
| Nr.                            | Rytter                         | Placering                      |
| 71                             | Felix Gall (AUT)               |                                |
| 72                             | Bruno Armirail (FRA)           |                                |
| 73                             | Sam Bennett (IRL)              |                                |
| 74                             | Dries De Bondt (BEL)           |                                |
| 75                             | Dorian Godon (FRA)             |                                |
| 76                             | Oliver Naesen (BEL)            | DNS-4                          |
| 77                             | Aurélien Paret-Peintre (FRA)   |                                |

| Team Jayco AlUla JAY | Team Jayco AlUla JAY                       | Team Jayco AlUla JAY |
| -------------------- | ------------------------------------------ | -------------------- |
| Nr.                  | Rytter                                     | Placering            |
| 81                   | Michael Matthews (AUS)                     | DNF-4                |
| 82                   | Luke Durbridge (AUS)                       |                      |
| 83                   | Dylan Groenewegen (NED)                    | DNS-7                |
| 84                   | Chris Harper (AUS)                         |                      |
| 85                   | Luka Mezgec (SLO)                          | DNF-7                |
| 86                   | Luke Plapp (AUS) (landevej og enkeltstart) |                      |
| 87                   | Elmar Reinders (NED)                       | DNS-8                |

| Cofidis COF | Cofidis COF                | Cofidis COF |
| ----------- | -------------------------- | ----------- |
| Nr.         | Rytter                     | Placering   |
| 91          | Jon Izagirre (ESP)         |             |
| 92          | Bryan Coquard (FRA)        | DNF-6       |
| 93          | Nicolas Debeaumarché (FRA) |             |
| 94          | Alexis Gougeard (FRA)      | DNF-6       |
| 95          | Gorka Izagirre (ESP)       | DNF-4       |
| 96          | Anthony Perez (FRA)        |             |
| 97          | Benjamin Thomas (FRA)      |             |

| Bahrain Victorious TBV | Bahrain Victorious TBV       | Bahrain Victorious TBV |
| ---------------------- | ---------------------------- | ---------------------- |
| Nr.                    | Rytter                       | Placering              |
| 101                    | Pello Bilbao (ESP)           |                        |
| 102                    | Santiago Buitrago (COL)      | DNF-8                  |
| 103                    | Kamil Gradek (POL)           |                        |
| 104                    | Jack Haig (AUS)              |                        |
| 105                    | Dušan Rajović (SRB)          |                        |
| 106                    | Jasha Sütterlin (GER)        |                        |
| 107                    | Fred Wright (GBR) (landevej) |                        |

| Arkéa-B&B Hotels ARK | Arkéa-B&B Hotels ARK      | Arkéa-B&B Hotels ARK |
| -------------------- | ------------------------- | -------------------- |
| Nr.                  | Rytter                    | Placering            |
| 111                  | Arnaud Démare (FRA)       | DNS-7                |
| 112                  | Clément Champoussin (FRA) |                      |
| 113                  | Ewen Costiou (FRA)        |                      |
| 114                  | Donavan Grondin (FRA)     | DNF-6                |
| 115                  | Thibault Guernalec (FRA)  |                      |
| 116                  | Łukasz Owsian (POL)       |                      |
| 117                  | Miles Scotson (AUS)       |                      |

| Lotto Dstny LTD | Lotto Dstny LTD          | Lotto Dstny LTD |
| --------------- | ------------------------ | --------------- |
| Nr.             | Rytter                   | Placering       |
| 121             | Arnaud De Lie (BEL)      | DNS-4           |
| 122             | Cedric Beullens (BEL)    |                 |
| 123             | Victor Campenaerts (BEL) |                 |
| 124             | Jasper De Buyst (BEL)    | DNF-7           |
| 125             | Pascal Eenkhoorn (NED)   |                 |
| 126             | Mathijs Paasschens (NED) |                 |
| 127             | Brent Van Moer (BEL)     |                 |

| EF Education-EasyPost EFE | EF Education-EasyPost EFE            | EF Education-EasyPost EFE |
| ------------------------- | ------------------------------------ | ------------------------- |
| Nr.                       | Rytter                               | Placering                 |
| 131                       | Rigoberto Urán (COL)                 | DNF-7                     |
| 132                       | Stefan Bissegger (SUI) (enkeltstart) |                           |
| 133                       | Owain Doull (GBR)                    |                           |
| 134                       | Andrea Piccolo (ITA)                 | DNS-5                     |
| 135                       | Jonas Rutsch (GER)                   |                           |
| 136                       | Harry Sweeny (AUS)                   |                           |
| 137                       | Michael Valgren (DEN)                |                           |

| Astana Qazaqstan Team AST | Astana Qazaqstan Team AST                        | Astana Qazaqstan Team AST |
| ------------------------- | ------------------------------------------------ | ------------------------- |
| Nr.                       | Rytter                                           | Placering                 |
| 141                       | Aleksej Lutsenko (KAZ) (landevej og enkeltstart) | DNF-7                     |
| 142                       | Samuele Battistella (ITA)                        |                           |
| 143                       | Anthon Charmig (DEN)                             |                           |
| 144                       | Cristian Scaroni (ITA)                           |                           |
| 145                       | Rüdiger Selig (GER)                              | DNF-6                     |
| 146                       | Harold Tejada (COL)                              |                           |
| 147                       | Dmitrij Gruzdev (KAZ)                            |                           |

| Movistar Team MOV | Movistar Team MOV                | Movistar Team MOV |
| ----------------- | -------------------------------- | ----------------- |
| Nr.               | Rytter                           | Placering         |
| 151               | Ruben Guerreiro (POR)            |                   |
| 152               | Jon Barrenetxea (ESP)            |                   |
| 153               | Will Barta (USA)                 |                   |
| 154               | Rémi Cavagna (FRA) (enkeltstart) |                   |
| 155               | Johan Jacobs (SUI)               |                   |
| 156               | Mathias Norsgaard (DEN)          |                   |
| 157               | Albert Torres (ESP)              |                   |

| Team dsm-firmenich PostNL DFP | Team dsm-firmenich PostNL DFP | Team dsm-firmenich PostNL DFP |
| ----------------------------- | ----------------------------- | ----------------------------- |
| Nr.                           | Rytter                        | Placering                     |
| 161                           | Fabio Jakobsen (NED)          | DNF-5                         |
| 162                           | Tobias Lund Andresen (DEN)    | DNS-6                         |
| 163                           | Nils Eekhoff (NED)            | DNS-6                         |
| 164                           | Gijs Leemreize (NED)          |                               |
| 165                           | Timo Roosen (NED)             | DNF-7                         |
| 166                           | Martijn Tusveld (NED)         |                               |
| 167                           | Julius van den Berg (NED)     | DNF-5                         |

| Alpecin-Deceuninck ADC | Alpecin-Deceuninck ADC    | Alpecin-Deceuninck ADC |
| ---------------------- | ------------------------- | ---------------------- |
| Nr.                    | Rytter                    | Placering              |
| 171                    | Kaden Groves (AUS)        | DNF-5                  |
| 172                    | Maurice Ballerstedt (GER) |                        |
| 173                    | Silvan Dillier (SUI)      | DNS-6                  |
| 174                    | Robbe Ghys (BEL)          |                        |
| 175                    | Jason Osborne (GER)       |                        |
| 176                    | Edward Planckaert (BEL)   |                        |
| 177                    | Luca Vergallito (ITA)     |                        |

| Israel-Premier Tech IPT | Israel-Premier Tech IPT   | Israel-Premier Tech IPT |
| ----------------------- | ------------------------- | ----------------------- |
| Nr.                     | Rytter                    | Placering               |
| 181                     | Jakob Fuglsang (DEN)      |                         |
| 182                     | Pascal Ackermann (GER)    | DNS-7                   |
| 183                     | Guillaume Boivin (CAN)    |                         |
| 184                     | Hugo Hofstetter (FRA)     | DNF-6                   |
| 185                     | Hugo Houle (CAN)          |                         |
| 186                     | Michael Schwarzmann (GER) | DNS-4                   |
| 187                     | Rick Zabel (GER)          | DNS-7                   |

| Intermarché-Wanty IWA | Intermarché-Wanty IWA           | Intermarché-Wanty IWA |
| --------------------- | ------------------------------- | --------------------- |
| Nr.                   | Rytter                          | Placering             |
| 191                   | Gerben Thijssen (BEL)           | DNS-7                 |
| 192                   | Lilian Calmejane (FRA)          |                       |
| 193                   | Dries De Pooter (BEL)           |                       |
| 194                   | Madis Mihkels (EST)             | DNS-8                 |
| 195                   | Adrien Petit (FRA)              |                       |
| 196                   | Roel van Sintmaartensdijk (NED) | DNS-3                 |
| 197                   | Georg Zimmermann (GER)          |                       |

| TotalEnergies TEN | TotalEnergies TEN        | TotalEnergies TEN |
| ----------------- | ------------------------ | ----------------- |
| Nr.               | Rytter                   | Placering         |
| 201               | Mathieu Burgaudeau (FRA) |                   |
| 202               | Steff Cras (BEL)         |                   |
| 203               | Sandy Dujardin (FRA)     |                   |
| 204               | Jordan Jegat (FRA)       |                   |
| 205               | Pierre Latour (FRA)      | DNF-7             |
| 206               | Anthony Turgis (FRA)     | DNF-7             |
| 207               | Dries Van Gestel (BEL)   |                   |

| Tudor Pro Cycling Team TUD | Tudor Pro Cycling Team TUD | Tudor Pro Cycling Team TUD |
| -------------------------- | -------------------------- | -------------------------- |
| Nr.                        | Rytter                     | Placering                  |
| 211                        | Michael Storer (AUS)       |                            |
| 212                        | Arvid de Kleijn (NED)      | DNF-5                      |
| 213                        | Arthur Kluckers (LUX)      |                            |
| 214                        | Rick Pluimers (NED)        |                            |
| 215                        | Matteo Trentin (ITA)       |                            |
| 216                        | Yannis Voisard (SUI)       |                            |
| 217                        | Maikel Zijlaard (NED)      | DNF-6                      |

| Bora-Hansgrohe BOH | Bora-Hansgrohe BOH     | Bora-Hansgrohe BOH |
| ------------------ | ---------------------- | ------------------ |
| Nr.                | Rytter                 | Placering          |
| 1                  | Primož Roglič (SLO)    | 10.                |
| 2                  | Nico Denz (GER)        |                    |
| 3                  | Marco Haller (AUT)     |                    |
| 4                  | Bob Jungels (LUX)      |                    |
| 5                  | Matteo Sobrero (ITA)   |                    |
| 6                  | Danny van Poppel (NED) |                    |
| 7                  | Aleksandr Vlasov       |                    |

| Groupama-FDJ GFC | Groupama-FDJ GFC        | Groupama-FDJ GFC |
| ---------------- | ----------------------- | ---------------- |
| Nr.              | Rytter                  | Placering        |
| 11               | David Gaudu (FRA)       | DNS-8            |
| 12               | Sven Erik Bystrøm (NOR) |                  |
| 13               | Kevin Geniets (LUX)     | DNF-8            |
| 14               | Quentin Pacher (FRA)    |                  |
| 15               | Laurence Pithie (NZL)   |                  |
| 16               | Clément Russo (FRA)     |                  |
| 17               | Samuel Watson (GBR)     |                  |

| Soudal Quick-Step SOQ | Soudal Quick-Step SOQ                           | Soudal Quick-Step SOQ |
| --------------------- | ----------------------------------------------- | --------------------- |
| Nr.                   | Rytter                                          | Placering             |
| 21                    | Remco Evenepoel (BEL) (landevej og enkeltstart) | 2.                    |
| 22                    | Mattia Cattaneo (ITA)                           |                       |
| 23                    | Yves Lampaert (BEL)                             |                       |
| 24                    | Gianni Moscon (ITA)                             |                       |
| 25                    | Casper Pedersen (DEN)                           |                       |
| 26                    | Ilan Van Wilder (BEL)                           |                       |
| 27                    | Louis Vervaeke (BEL)                            |                       |

| UAE Team Emirates UAD | UAE Team Emirates UAD               | UAE Team Emirates UAD |
| --------------------- | ----------------------------------- | --------------------- |
| Nr.                   | Rytter                              | Placering             |
| 31                    | João Almeida (POR) (enkeltstart)    |                       |
| 32                    | Finn Fisher-Black (NZL)             |                       |
| 33                    | Felix Großschartner (AUT)           |                       |
| 34                    | Brandon McNulty (USA) (enkeltstart) |                       |
| 35                    | Nils Politt (GER) (enkeltstart)     |                       |
| 36                    | Marc Soler (ESP)                    | DNF-4                 |
| 37                    | Jay Vine (AUS)                      |                       |

| Team Visma \| Lease a Bike TVL | Team Visma \| Lease a Bike TVL | Team Visma \| Lease a Bike TVL |
| ------------------------------ | ------------------------------ | ------------------------------ |
| Nr.                            | Rytter                         | Placering                      |
| 41                             | Matteo Jorgenson (USA)         |                                |
| 42                             | Edoardo Affini (ITA)           |                                |
| 43                             | Koen Bouwman (NED)             |                                |
| 44                             | Wilco Kelderman (NED)          |                                |
| 45                             | Olav Kooij (NED)               | DNF-8                          |
| 46                             | Tim van Dijke (NED)            |                                |
| 47                             | Mick van Dijke (NED)           |                                |

| Ineos Grenadiers IGD | Ineos Grenadiers IGD                     | Ineos Grenadiers IGD |
| -------------------- | ---------------------------------------- | -------------------- |
| Nr.                  | Rytter                                   | Placering            |
| 51                   | Egan Bernal (COL)                        |                      |
| 52                   | Jonathan Castroviejo (ESP) (enkeltstart) |                      |
| 53                   | Laurens De Plus (BEL)                    |                      |
| 54                   | Omar Fraile (ESP)                        |                      |
| 55                   | Carlos Rodríguez (ESP)                   |                      |
| 56                   | Joshua Tarling (GBR) (enkeltstart)       |                      |
| 57                   | Ben Turner (GBR)                         |                      |

| Lidl-Trek LTK | Lidl-Trek LTK                                | Lidl-Trek LTK |
| ------------- | -------------------------------------------- | ------------- |
| Nr.           | Rytter                                       | Placering     |
| 61            | Mads Pedersen (DEN)                          |               |
| 62            | Julien Bernard (FRA)                         |               |
| 63            | Tim Declercq (BEL)                           |               |
| 64            | Ryan Gibbons (RSA) (landevej og enkeltstart) |               |
| 65            | Otto Vergaerde (BEL)                         |               |
| 66            | Mattias Skjelmose (DEN) (landevej)           |               |
| 67            | Jasper Stuyven (BEL)                         |               |

| Decathlon-AG2R La Mondiale DAT | Decathlon-AG2R La Mondiale DAT | Decathlon-AG2R La Mondiale DAT |
| ------------------------------ | ------------------------------ | ------------------------------ |
| Nr.                            | Rytter                         | Placering                      |
| 71                             | Felix Gall (AUT)               |                                |
| 72                             | Bruno Armirail (FRA)           |                                |
| 73                             | Sam Bennett (IRL)              |                                |
| 74                             | Dries De Bondt (BEL)           |                                |
| 75                             | Dorian Godon (FRA)             |                                |
| 76                             | Oliver Naesen (BEL)            | DNS-4                          |
| 77                             | Aurélien Paret-Peintre (FRA)   |                                |

| Team Jayco AlUla JAY | Team Jayco AlUla JAY                       | Team Jayco AlUla JAY |
| -------------------- | ------------------------------------------ | -------------------- |
| Nr.                  | Rytter                                     | Placering            |
| 81                   | Michael Matthews (AUS)                     | DNF-4                |
| 82                   | Luke Durbridge (AUS)                       |                      |
| 83                   | Dylan Groenewegen (NED)                    | DNS-7                |
| 84                   | Chris Harper (AUS)                         |                      |
| 85                   | Luka Mezgec (SLO)                          | DNF-7                |
| 86                   | Luke Plapp (AUS) (landevej og enkeltstart) |                      |
| 87                   | Elmar Reinders (NED)                       | DNS-8                |

| Cofidis COF | Cofidis COF                | Cofidis COF |
| ----------- | -------------------------- | ----------- |
| Nr.         | Rytter                     | Placering   |
| 91          | Jon Izagirre (ESP)         |             |
| 92          | Bryan Coquard (FRA)        | DNF-6       |
| 93          | Nicolas Debeaumarché (FRA) |             |
| 94          | Alexis Gougeard (FRA)      | DNF-6       |
| 95          | Gorka Izagirre (ESP)       | DNF-4       |
| 96          | Anthony Perez (FRA)        |             |
| 97          | Benjamin Thomas (FRA)      |             |

| Bahrain Victorious TBV | Bahrain Victorious TBV       | Bahrain Victorious TBV |
| ---------------------- | ---------------------------- | ---------------------- |
| Nr.                    | Rytter                       | Placering              |
| 101                    | Pello Bilbao (ESP)           |                        |
| 102                    | Santiago Buitrago (COL)      | DNF-8                  |
| 103                    | Kamil Gradek (POL)           |                        |
| 104                    | Jack Haig (AUS)              |                        |
| 105                    | Dušan Rajović (SRB)          |                        |
| 106                    | Jasha Sütterlin (GER)        |                        |
| 107                    | Fred Wright (GBR) (landevej) |                        |

| Arkéa-B&B Hotels ARK | Arkéa-B&B Hotels ARK      | Arkéa-B&B Hotels ARK |
| -------------------- | ------------------------- | -------------------- |
| Nr.                  | Rytter                    | Placering            |
| 111                  | Arnaud Démare (FRA)       | DNS-7                |
| 112                  | Clément Champoussin (FRA) |                      |
| 113                  | Ewen Costiou (FRA)        |                      |
| 114                  | Donavan Grondin (FRA)     | DNF-6                |
| 115                  | Thibault Guernalec (FRA)  |                      |
| 116                  | Łukasz Owsian (POL)       |                      |
| 117                  | Miles Scotson (AUS)       |                      |

| Lotto Dstny LTD | Lotto Dstny LTD          | Lotto Dstny LTD |
| --------------- | ------------------------ | --------------- |
| Nr.             | Rytter                   | Placering       |
| 121             | Arnaud De Lie (BEL)      | DNS-4           |
| 122             | Cedric Beullens (BEL)    |                 |
| 123             | Victor Campenaerts (BEL) |                 |
| 124             | Jasper De Buyst (BEL)    | DNF-7           |
| 125             | Pascal Eenkhoorn (NED)   |                 |
| 126             | Mathijs Paasschens (NED) |                 |
| 127             | Brent Van Moer (BEL)     |                 |

| EF Education-EasyPost EFE | EF Education-EasyPost EFE            | EF Education-EasyPost EFE |
| ------------------------- | ------------------------------------ | ------------------------- |
| Nr.                       | Rytter                               | Placering                 |
| 131                       | Rigoberto Urán (COL)                 | DNF-7                     |
| 132                       | Stefan Bissegger (SUI) (enkeltstart) |                           |
| 133                       | Owain Doull (GBR)                    |                           |
| 134                       | Andrea Piccolo (ITA)                 | DNS-5                     |
| 135                       | Jonas Rutsch (GER)                   |                           |
| 136                       | Harry Sweeny (AUS)                   |                           |
| 137                       | Michael Valgren (DEN)                |                           |

| Astana Qazaqstan Team AST | Astana Qazaqstan Team AST                        | Astana Qazaqstan Team AST |
| ------------------------- | ------------------------------------------------ | ------------------------- |
| Nr.                       | Rytter                                           | Placering                 |
| 141                       | Aleksej Lutsenko (KAZ) (landevej og enkeltstart) | DNF-7                     |
| 142                       | Samuele Battistella (ITA)                        |                           |
| 143                       | Anthon Charmig (DEN)                             |                           |
| 144                       | Cristian Scaroni (ITA)                           |                           |
| 145                       | Rüdiger Selig (GER)                              | DNF-6                     |
| 146                       | Harold Tejada (COL)                              |                           |
| 147                       | Dmitrij Gruzdev (KAZ)                            |                           |

| Movistar Team MOV | Movistar Team MOV                | Movistar Team MOV |
| ----------------- | -------------------------------- | ----------------- |
| Nr.               | Rytter                           | Placering         |
| 151               | Ruben Guerreiro (POR)            |                   |
| 152               | Jon Barrenetxea (ESP)            |                   |
| 153               | Will Barta (USA)                 |                   |
| 154               | Rémi Cavagna (FRA) (enkeltstart) |                   |
| 155               | Johan Jacobs (SUI)               |                   |
| 156               | Mathias Norsgaard (DEN)          |                   |
| 157               | Albert Torres (ESP)              |                   |

| Team dsm-firmenich PostNL DFP | Team dsm-firmenich PostNL DFP | Team dsm-firmenich PostNL DFP |
| ----------------------------- | ----------------------------- | ----------------------------- |
| Nr.                           | Rytter                        | Placering                     |
| 161                           | Fabio Jakobsen (NED)          | DNF-5                         |
| 162                           | Tobias Lund Andresen (DEN)    | DNS-6                         |
| 163                           | Nils Eekhoff (NED)            | DNS-6                         |
| 164                           | Gijs Leemreize (NED)          |                               |
| 165                           | Timo Roosen (NED)             | DNF-7                         |
| 166                           | Martijn Tusveld (NED)         |                               |
| 167                           | Julius van den Berg (NED)     | DNF-5                         |

| Alpecin-Deceuninck ADC | Alpecin-Deceuninck ADC    | Alpecin-Deceuninck ADC |
| ---------------------- | ------------------------- | ---------------------- |
| Nr.                    | Rytter                    | Placering              |
| 171                    | Kaden Groves (AUS)        | DNF-5                  |
| 172                    | Maurice Ballerstedt (GER) |                        |
| 173                    | Silvan Dillier (SUI)      | DNS-6                  |
| 174                    | Robbe Ghys (BEL)          |                        |
| 175                    | Jason Osborne (GER)       |                        |
| 176                    | Edward Planckaert (BEL)   |                        |
| 177                    | Luca Vergallito (ITA)     |                        |

| Israel-Premier Tech IPT | Israel-Premier Tech IPT   | Israel-Premier Tech IPT |
| ----------------------- | ------------------------- | ----------------------- |
| Nr.                     | Rytter                    | Placering               |
| 181                     | Jakob Fuglsang (DEN)      |                         |
| 182                     | Pascal Ackermann (GER)    | DNS-7                   |
| 183                     | Guillaume Boivin (CAN)    |                         |
| 184                     | Hugo Hofstetter (FRA)     | DNF-6                   |
| 185                     | Hugo Houle (CAN)          |                         |
| 186                     | Michael Schwarzmann (GER) | DNS-4                   |
| 187                     | Rick Zabel (GER)          | DNS-7                   |

| Intermarché-Wanty IWA | Intermarché-Wanty IWA           | Intermarché-Wanty IWA |
| --------------------- | ------------------------------- | --------------------- |
| Nr.                   | Rytter                          | Placering             |
| 191                   | Gerben Thijssen (BEL)           | DNS-7                 |
| 192                   | Lilian Calmejane (FRA)          |                       |
| 193                   | Dries De Pooter (BEL)           |                       |
| 194                   | Madis Mihkels (EST)             | DNS-8                 |
| 195                   | Adrien Petit (FRA)              |                       |
| 196                   | Roel van Sintmaartensdijk (NED) | DNS-3                 |
| 197                   | Georg Zimmermann (GER)          |                       |

| TotalEnergies TEN | TotalEnergies TEN        | TotalEnergies TEN |
| ----------------- | ------------------------ | ----------------- |
| Nr.               | Rytter                   | Placering         |
| 201               | Mathieu Burgaudeau (FRA) |                   |
| 202               | Steff Cras (BEL)         |                   |
| 203               | Sandy Dujardin (FRA)     |                   |
| 204               | Jordan Jegat (FRA)       |                   |
| 205               | Pierre Latour (FRA)      | DNF-7             |
| 206               | Anthony Turgis (FRA)     | DNF-7             |
| 207               | Dries Van Gestel (BEL)   |                   |

| Tudor Pro Cycling Team TUD | Tudor Pro Cycling Team TUD | Tudor Pro Cycling Team TUD |
| -------------------------- | -------------------------- | -------------------------- |
| Nr.                        | Rytter                     | Placering                  |
| 211                        | Michael Storer (AUS)       |                            |
| 212                        | Arvid de Kleijn (NED)      | DNF-5                      |
| 213                        | Arthur Kluckers (LUX)      |                            |
| 214                        | Rick Pluimers (NED)        |                            |
| 215                        | Matteo Trentin (ITA)       |                            |
| 216                        | Yannis Voisard (SUI)       |                            |
| 217                        | Maikel Zijlaard (NED)      | DNF-6                      |